# Шмихен
Шмихен (нем. Schmiechen) — община в Германии, в Республике Бавария.
Община расположена в правительственном округе Швабия в районе Айхах-Фридберг. Население составляет 1191 человека (на 31 декабря 2009 года). Занимает площадь 13,5 км².

## География
Шмихен расположен примерно в 6 км к югу от Меринга недалеко от Эглинг-ан-дер-Пар. В 1 км к востоку от центра коммуны, расположена железнодорожная станция Шмихен линии «Аммерзее», построенная в 1961 году. Принадлежащая к коммуне деревня Унтерберген с примерно 400 жителями лежит примерно в 2 км северо-западнее Шмихена на склоне холмов Лехлайте, образующих долину реки Лех.

## Население
По оценке на 31 декабря 2015 года население общины Шмихен составляет 1272 чел. 

| Дата      | 1840 | 1871 | 1900 | 1925 | 1939 | 1950 | 1961 | 1970 | 1987 | 2011 |
| --------- | ---- | ---- | ---- | ---- | ---- | ---- | ---- | ---- | ---- | ---- |
| Население | 442  | 461  | 570  | 597  | 580  | 968  | 774  | 828  | 950  | 1218 |

| Год       | 1960 | 1970 | 1980 | 1990 | 2000 | 2009 | 2010 | 2011 | 2012 | 2013 | 2014 | 2015 |
| --------- | ---- | ---- | ---- | ---- | ---- | ---- | ---- | ---- | ---- | ---- | ---- | ---- |
| Население | 759  | 856  | 870  | 1035 | 1121 | 1191 | 1175 | 1215 | 1228 | 1232 | 1230 | 1272 |

## История
До 1800 года Шмихен была хофмарком графа Фуггер-Кирхберга, принадлежащего к одному из самых крупных купеческих и банкирских домов южной Германии XV—XVII вв. В 1818 была основана коммуна Шмихен.

## Политика
Управление общиной осуществляет бургомистр и советом из 12 человек, избираемых в ходе выборов один раз в четыре года.

## Достопримечательности
В Шмихене расположена паломническая церковь Мария Каппель, построенная в XVII веке.